# Vaga
 Ovo je glavno značenje pojma Vaga. Za druga značenja pogledajte Vaga (razdvojba).
Vaga (njem. Wage) je mjerni instrument za određivanje mase uspoređivanjem težine. Kao vaga najčešće služi kruto tijelo obješeno iznad ili poduprto ispod svojega težišta, tako da se može okretati oko vodoravne osi. Polužna vaga ima jednake krakove, dok kantar nema jednake krakove (vaga u kojoj je omjer krakova 1 : 10 naziva se decimalnom vagom, a ako je 1 : 100 centezimalnom vagom). Vage koje se zasnivaju na zakonima poluge mjere masu tijela, a vage koje se zasnivaju na oprugama mjere težinu tijela.

## Polužna vaga
Polužna vaga, obična vaga ili vaga jednakih krakova u stvari je poluga jednakih krakova. Na krajevima krakova nalaze se zdjelice za teret i uteg. Prema tome, za polužnu vagu vrijedi isti uvjet ravnoteže kao i za običnu polugu. Uvjet za ravnotežu na poluzi je da algebarski zbroj momenata sile bude jednak nuli. Taj uvjet ravnoteže vrijedi bez obzira da li na poluzi djeluju dvije sile ili više njih"
{\displaystyle M_{1}=F_{1}\cdot D_{1}=F_{2}\cdot D_{2}=M_{2}\!}
Ako na takvo kruto tijelo na udaljenostima D1 i D2 (krakovi vage) djeluju težine F1 i F2, ono će biti u ravnoteži kada je F1D1 = F2D2 (zakon poluge). Kako je težina F = mg, gdje je m masa, a g ubrzanje (akceleracija) sile teže, slijedi: 
{\displaystyle m_{1}\cdot D_{1}=m_{2}\cdot D_{2}}
te se tako vaganjem, to jest usporedbom s normiranim utezima, može odrediti masa predmeta koji se važe. 
Svaka vaga mora biti precizno izrađena, stabilna i osjetljiva. Vaga je precizno izrađena ako su joj oba kraka jednako duga i teška, a zdjelice jednako teške (s vrlo malim odstupanjima). Vaga je stabilna ako se poluga čim se pomakne iz vodoravnog položaja vraća natrag u prvobitni položaj nakon izvjesnog njihanja. Da bi se to postiglo, težište vage mora biti ispod oslonca, jer u tom slučaju nastaje moment sile koji vagu vraća natrag. Osjetljivost vage je to veća što su krakovi dulji i lakši i što je težište bliže osloncu. Međutim, taj uvjet nije lako postići, jer što su krakovi dulji to su i teži. Stoga se poluga izrađuje od lakog materijala, na primjer aluminija, a osim toga je obično i šuplja. Ako promatramo polugu ne osvrčući se na njenu težinu, to jest ako težinu poluge ne uzimamo u proračun, kažemo da je to matematička poluga, a ako težinu poluge uzimamo u obzir, imamo fizičku polugu.

### Vage nejednakih krakova
Ako su krakovi jednaki, mase se uspoređuju izravno, inače vrijedi:
{\displaystyle m_{2}=m_{1}\cdot {\frac {D_{1}}{D_{2}}}\ }
Vaga u kojoj je omjer krakova D1/D2 = 1/10 naziva se decimalnom vagom, a ako je D1/D2 = 1/100 centezimalnom vagom. Takve vage uspoređuju masu tereta s deset puta, odnosno sto puta manjom masom utega i služe za mjerenje većih tereta (od nekoliko desetaka kilograma do nekoliko tona kod mosne ili kolne vage). 

#### Kantar
Kantar je također vaga nejednakih krakova, a služi za brzo mjerenje. Kod te vage ostaje uvijek isti uteg, samo se krak mijenja. 

#### Mosna vaga
Mosna vaga ili kolna vaga je mjerni instrument za mjerenje mase teretnih vozila s teretom ili bez njega. Obično se izvodi kao nepokretno postolje (platforma) u razini voznoga traka ili neznatno poviše njega, na koju se navozi vozilo. Kod mosne vage klasične konstrukcije postolje je počivalo na polužnome mehanizmu koji se uravnoteživao protuutezima i tako se mjerila masa. Danas se mosna vaga izvodi kao elektronička. Ispod platforme na koju se navozi vozilo smješteni su osjetnici, obično tenzometarske mjerne vrpce, kojima se preko deformacija, s pomoću računala, neizravno mjeri masa vozila (tenzometrija). Mosna vaga služi kako bi se pri prijevozu nekoga materijala kamionom, cisternom, vagonom i slično ustanovila njegova količina. Zato se prvo važe prazno vozilo, a potom i nakrcano, pa se određuje masa tereta kao razlika dviju izmjerenih vrijednosti. Takvo je mjerenje često samo kontrolno, jer se pri utovaru materijala njegova količina može mjeriti i drugim postupcima i uređajima (na primjer mjerenjem protoka tekućina).

## Vrste vaga
Vage su normirano razvrstane prema nekoliko načela: 
- prema namjeni (laboratorij, kućanstvo, skladište i tako dalje);
- ovjerovljivosti u poslovnom i službenom prometu;
- automatiziranosti (diskontinuirano ili kontinuirano vaganje, vaganje na pokretnoj traci i drugo);
- smirivanju, to jest prema vremenu potrebnom da vaga nakon promjene tereta zauzme ravnotežni položaj;
- mjernom načelu (obične mehaničke, elektromehaničke koje mjerenjem mehaničku silu pretvaraju u elektromotornu, koja se očitava električnim mjernim uređajima);
- mjernom sustavu (utezi, mjerna opruga, hidraulični silomjer, kapacitivni pretvornik pomaka i drugo);
- dinamičnosti (statičko mjerenje, na primjer kod kuhinjske vage, ili različiti oblici dinamičkoga mjerenja, na primjer kod neprekidnoga vaganja na transportnoj traci).

Prema izvedbi vage su svrstane u 13 skupina, uglavnom prema namjeni, te tako imaju različitu osjetljivost i preciznost (analitičke i laboratorijske vage, osobne vage u zdravstvu, vage za trgovine i tako dalje).

### Laboratorijske vage
Laboratorijske vage čine skupinu najpreciznijih vaga, a dijele se na mehaničke i elektroničke. Najčešće imaju raspon vaganja do 100 g s mjernom nesigurnošću (pogreškom) od ± 0,1 mg. Klasične mehaničke vage (analitičke vage) imaju komplet utega do 100 g, te dvije zdjelice na jednakim krakovima. Modernija mehanička vaga ima nejednake krakove: na duljem kraku visi protuuteg, a na kraćem zdjelica s teretom i komplet utega. Skidanjem utega vaga se dovodi u ravnotežu (takozvana Bordina metoda vaganja), pa točnost izvaganoga tereta ovisi samo o točnosti utega, a ne o mogućoj različitosti krakova vage. Danas se sve više koriste elektroničke laboratorijske vage, kod kojih se sila koja potječe od tereta kompenzira elektromagnetskom silom koja nastaje protjecanjem struje kroza zavojnicu u kućištu vage. Prilikom vaganja spuštaju se pomični dijelovi vage, a s njima i zaslon koji mijenja količinu propuštene svjetlosti na fotoelement koji tako stvara signal kojim se mijenja struja kroza zavojnicu sve dok sustav ne dođe u početni položaj. Masa vaganoga predmeta razmjerna je struji kroza zavojnicu, te se njezina vrijednost očitava na elektroničkom pokazniku baždarenom u jedinicama mase. Elektroničke vage dijele se prema osjetljivosti u pet skupina, od preciznih vaga s podjelom ljestvice na 1 mg do ultramikroanalitičkih s podjelom ljestvice na 0,1 μg.

### Opružne vage
Posebni tipovi vaga koje uspoređuju gravitacijsku silu s elastičnom silom opruge ili torzijskom (uvijanje) silom nazivaju se dinamometar i torzijska vaga.

#### Dinamometar
Dinamometar je mjerni instrument ili naprava koja služi za mjerenje sila (vlačnih ili tlačnih) (na primjer za mjerenje sile kojom vuče lokomotiva) ili, neizravno, za određivanje snage strojeva (na primjer dinamometar je jedan od sastavnih dijelova Pronyjeve kočnice, naprave za određivanje korisne snage strojeva).

#### Torzijska vaga
Torzijska vaga je vaga kojom se iznos neke sile određuje putem zakretnoga momenta torzije (uvijanje) napete niti (konstruirao Charles-Augustin de Coulomb, 1777.). Sastoji se od vertikalne, na jednom kraju učvršćene metalne niti, na drugom kraju koje je obješena transverzalna šipka kao kod torzijskoga njihala. Za male zakrete šipke sila je razmjerna (proporcionalna) kutu uvijanja ili torzije. Tom je vagom Coulomb 1785. eksperimentalno utvrdio zakon privlačenja električnih naboja (Coulombov zakon), a nešto kasnije (1798.) je Henry Cavendish sličnom vagom vlastite konstrukcije odredio gravitacijsku konstantu.

### Vaga za pisma
Vaga za pisma nema utega, a sastoji se od kutne poluge. Kod neopterećene vage krak tereta je vodoravan, a krak sile podvijen i svojom masom služi umjesto utega. Kada se vaga optereti, krak sile se diže i odmiče sve dalje od oslonca dok se ne zaustavi kod broja koji pokazuje masu tereta. Ta se vaga baždari tako da se kao teret stave utezi s označenom masom i onda na skali ubilježe odgovarajući iznosi masa. 